# Tannenbach (Heinersreuth)
Tannenbach ist ein Gemeindeteil von Heinersreuth im oberfränkischen Landkreis Bayreuth in Bayern. Tannenbach liegt in der Gemarkung Heinersreuth.

## Geografie
Der Weiler liegt am Tannenbach, einem linken Zufluss des Roten Mains, und an der Kreisstraße BT 14/BT 14s, die nach Dörnhof (1,6 km südwestlich) bzw. am Vollhof vorbei nach Heinersreuth zur Bundesstraße 85 führt (1,2 km nordöstlich). Ein von der BT 14 abzweigender Anliegerweg führt nach Denzenlohe (0,6 km südöstlich). Im Westen grenzt der Heinersreuther Forst an.

## Geschichte
Gegen Ende des 18. Jahrhunderts bestand Tannenbach aus 4 Anwesen. Die Hochgerichtsbarkeit und die Dorf- und Gemeindeherrschaft standen dem bayreuthischen Stadtvogteiamt Bayreuth zu. Grundherren waren das Hofkastenamt Bayreuth (1 Gut, 1 Ziegelhütte) und die Amtsverwaltung Heinersreuth (2 Tropfhäuser).
Von 1797 bis 1810 unterstand der Ort dem Justiz- und Kammeramt Bayreuth. Mit dem Gemeindeedikt wurde Tannenbach dem 1812 gebildeten Steuerdistrikt Altenplos und der im gleichen Jahr gebildeten Ruralgemeinde Heinersreuth zugewiesen.

### Einwohnerentwicklung
| Jahr      | 001819 | 001822 | 001861 | 001871 | 001885 | 001900 | 001925 | 001950 | 001961 | 001970 | 001987 |
| Einwohner | 26     | 27     | 33     | 33     | 34     | 23     | 33     | 35     | 23     | 22     | 22     |
| Häuser    |        | 4      |        |        | 7      | 7      | 5      | 5      | 5      |        | 5      |
| Quelle    | [ 9 ]  | [ 6 ]  | [ 10 ] | [ 11 ] | [ 12 ] | [ 13 ] | [ 14 ] | [ 15 ] | [ 16 ] | [ 17 ] | [ 1 ]  |

## Religion
Tannenbach ist evangelisch-lutherisch geprägt und war ursprünglich nach Heilig Dreifaltigkeit (Bayreuth) gepfarrt. Seit Mitte des 20. Jahrhunderts ist die Pfarrei Versöhnungskirche (Heinersreuth) zuständig.